# Цивинский, Ян
Иоанн Цивинский (бел. Ян Цывінскі; 24 апреля 1772, Кобыльник — 17 ноября 1846, Вильна) — католический Дельконенский епископ, суффраган Трокский, администратор Виленского диоцеза, доктор богословия и церковного права, филантроп, за 15 лет до отмены крепостного права даровал в своих имениях крестьянам вольную.

## Биография
Его отцу, Игнату Цивинскому, принадлежало несколько имений, в том числе 2 на территории современного Мядельского района Минской области — Кузьмичи и Матыки.
Образованием Яна занималась мать Аполлония Цивинская (девичья фамилия Радевич). Она научила сына читать, писать, считать, музицировать и петь.
В 1781 году отец отвез Яна в Березвечь (бывшая деревня, теперь в пределах города Глубокое) в базилианскую школу, где преподавались физика, математика, рисование, французский и немецкий языки.
В 1790 году Ян Цивинский поступил в Виленскую духовную семинарию. Любознательный и способный юноша одновременно посещал лекции на факультете морали и политики Виленского университета, занимался самообразованием по философии. 5 июля 1795 года Ян Цивинский был посвящён в священники и назначен профессором Виленской духовной семинарии, в которой до 1816 года преподавал философию и пение. В 1805—1813 годах исполнял обязанности директора семинарии. В 1808 Цивинский получил часовню (приход) в Вижунах, в 1811 году был назначен каноником (соборным священником), в 1813 году — прелатом.
В 1818 году сдал экстерном экзамен в Полоцкой иезуитской академии и получил «патент доктора теологии и права». С 1820 занимал различные духовные должности в Солоках, Свиранах, Годуцишках (совр. Адутишкис).
Во 2-й половине 1820-х годов — 1830-е годы прелат Цивинский являлся членом Виленского кафедрального капитула сначала в качестве кантора, а затем и декана, совмещая последний пост с должностью официала Виленской консистории. В 1838 году назначен царским правительством суффраганом Трокским.
17 декабря 1840 года определён, а 24 августа 1841 года канонически посвящён архиепископом могилёвским Игнатием Людовиком Павловским в епископы — администраторы Виленского диоцеза.
С именем Цивинского как администратора Виленского диоцеза связана история первого католического храма в Оренбурге — 24 июля 1845 года он отправил из Вильно приобретённую благотворителями необходимую для сооружавшегося в городе костёла церковную утварь. С его же ведома оренбургский ксендз Михаил Зеленко вёл переписку о приобретении в Вильне органа для собора, но оренбургский губернатор В. А. Обручев, желавший приобрести орган в дар для католической общины Оренбурга, был вынужден отказаться от этого плана по финансовым соображениям.
Благодаря инициативе и усилиям Яна Цивинского в 1826 году в Гадуцишках началось строительство каменного костела, плебании и школы для крестьянских и местечковых детей. 24 мая 1835 года Ян Цивинский вместе со своей племянницей Франтишкой Мильковский потратили средства на воспитание 12 девочек из бедных крестьянских семей. В своем завещании Цивинский обязал наследников ежегодно отчислять 200 рублей из доходов своих имений на обучение крестьянских детей чтению и письму. Он основал фонд для бесплатного обучения в виленских школах 12 мальчиков и 12 девочек и 2 алюмны (полное обеспечение одеждой, питанием, жильём, платой) для учёбы в семинарии. Яна Цивинского как активного защитника бедных и обиженных судьбой 28 июня 1843 года избрали президентом Виленского общества благотворительности.
Умер епископ Ян Цивинский 17 ноября 1846 год в Вильне.

## Гражданский подвиг
29 апреля 1846 года, за 15 лет до отмены крепостного права в Российской империи, Цивинский даровал всем крепостным своих имений долги и выдал вольную. Наследником он завещал, чтобы «не властителями были над крестьянами, а покровителями».

## Награды
Как видный представитель римско-католической церкви в империи, Цивинский удостоен ряда орденов, в их числе:
- Орден Святой Анны 2-й степени;
- Орден Святого Владимира 3-й степени;
- Орден Святого Станислава 1-й степени[6].